# Athyrma condita
Athyrma condita là một loài bướm đêm trong họ Erebidae.